# Confederación de la Democracia
La Confederación de la Democracia (CODE) fue una alianza electoral chilena de centroderecha formada en julio de 1972. Su principal propósito era electoral, pues trató de aglutinar a todos los partidos de oposición al gobierno de la Unidad Popular (UP), y así, enfrentar de buena manera las elecciones parlamentarias de marzo de 1973. Su principal objetivo era optimizar la obtención de votos y escaños, lograr la mayoría del Congreso Nacional y con ello obtener por los menos dos tercios de los diputados.

## Historia
La primera acción de los partidos que posteriormente conformarían la CODE como bloque de oposición unida, aunque de manera no oficial, fue en las elecciones complementarias de enero de 1972, en las que lograron superar a la UP y rescatar un diputado y un senador.
La plataforma básica de la CODE era:
1. Restablecimiento de la libertad y respeto de los derechos gremiales;
2. Restablecimiento del derecho de información y expresión;
3. Que el proceso de cambios se encuadre en la Constitución y las leyes;
4. Término de la violencia; y
5. Necesidad de normalizar la situación política del país.

Sin embargo existían dos visiones contrapuestas. Por un lado el Partido Nacional (PN) y la Democracia Radical (DR) veían la constitución de la CODE como una forma de derrotar definitivamente a los partidos de la UP, mientras que el Partido Demócrata Cristiano (PDC), junto con el Partido Izquierda Radical (PIR) y el Partido Democrático Nacional (Padena), consideraban que constituía una forma de controlar a la UP dentro del marco legal.
Para ello aprovecharon el dictamen del 6 de junio de 1972 del Tribunal Calificador de Elecciones que permitía la creación de coaliciones electorales (o partidos federados o confederados según la legislación) en las elecciones del Congreso Nacional de marzo de 1973. Esta sentencia derogaba las disposiciones de la ley electoral de 1962 que prohibía pactos electorales generales —solo en el caso de la elección de senadores desde 1960 se permitieron pactos, pero estos también fueron prohibidos con la reforma de 1962, por lo que solo se aplicaron en las elecciones parlamentarias de 1961—.
De esta forma, a las 22:30 del 6 de julio fue constituida de manera oficial la coalición, mediante una reunión en la oficina de la Presidencia del Senado, y su primera directiva estuvo compuesta por Eric Campaña Barrios (presidente), Carlos Reymond Aldunate y René Abeliuk Manasevich (vicepresidentes), Diego Portales Frías (secretario) y Enrique Rodríguez Ballesteros (tesorero); su símbolo consistía en tres círculos concéntricos, con la sigla «CODE» en su interior.
Esta coalición estuvo conformada por dos federaciones de partidos, ambas constituidas también el 6 de julio de 1972:

Símbolo de la FOD.

- La Federación de Oposición Democrática (FOD) integrada por el Partido Demócrata Cristiano (PDC), el Partido Izquierda Radical (PIR) y el Partido Democrático Nacional (Padena). Fue constituida mediante una reunión en la oficina de la Vicepresidencia del Senado, y su primera mesa directiva estuvo compuesta por Eric Campaña Barrios (PDC, presidente), Carlos Leiva Leiva (PDC, vicepresidente), René Abeliuk (PIR, secretario), Gabriel Cáceres Squella (PIR, prosecretario), Enrique Rodríguez Ballesteros (Padena, tesorero) y Raúl Correa Labra (Padena, protesorero).[10] Su símbolo era un rombo con los emblemas de los tres partidos federados: el símbolo del PDC en su vértice superior, el del PIR en el vértice izquierdo y el del Padena en el derecho, y la sigla de la federación en el centro.[11] Fue legalizada por la Dirección del Registro Electoral el 22 de septiembre de 1972.[12]

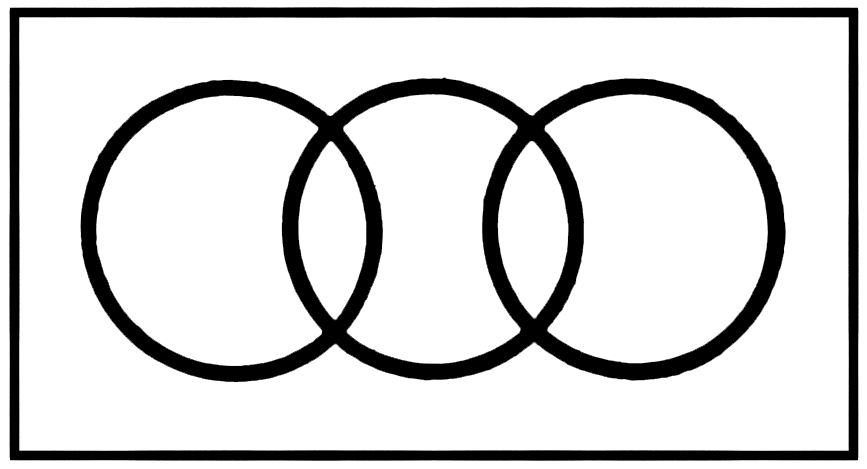
Símbolo de la FNDR.

- La Federación Nacional-Democracia Radical (FNDR) integrada por el Partido Nacional (PN) y la Democracia Radical (DR). Fue constituida mediante una reunión en la sede del PN en Compañía 1263, y su primera mesa directiva estuvo conformada por Hernán Figueroa Anguita (DR, presidente), Fernando Ochagavía Valdés (PN, vicepresidente), Carlos Reymond Aldunate (PN, secretario), Juan Luis Ossa Bulnes (PN, prosecretario), Diego Portales Frías (DR, tesorero) y Jorge Ovalle Quiroz (DR, protesorero).[13] Su símbolo era una cadena formada por tres círculos.[14] Fue legalizada por la Dirección del Registro Electoral el 2 de octubre de 1972,[15] luego que el 20 de septiembre fuera rechazada una oposición presentada por los partidos de la Unidad Popular en la cual se alegaban irregularidades en los documentos de inscripción de la federación.[16][17]

La Confederación de la Democracia fue legalizada por la Dirección del Registro Electoral el 6 de octubre de 1972. El 4 de noviembre la CODE inscribió sus candidatos para las elecciones parlamentarias de marzo de 1973, presentando en total 149 candidatos a diputados (65 del PDC, 51 del PN, 16 del PIR, 13 de la DR y 4 del Padena) y 22 a senadores (11 del PDC, 6 del PN, 3 de la DR y 2 del PIR), y dos días después se realizó el sorteo de ubicación de las listas en la cédula de votación, obteniendo la CODE la letra A. El Frente Nacionalista Patria y Libertad apoyó la campaña parlamentaria de la CODE, llamando a sus adherentes a votar por dicha lista sin marcar preferencia a ningún candidato.
Según los resultados en las elecciones parlamentarias de 1973 la CODE obtuvo la mayoría de la Cámara de Diputados, pero no obtuvo una mayoría de dos tercios (100 diputados) que le habría permitido bloquear cualquier reforma constitucional y efectuar una acusación constitucional contra el presidente Allende, el cual era el objetivo de la CODE.
La CODE había establecido en sus estatutos que la coalición sería disuelta formalmente el 20 de mayo de 1973, sin embargo la disolución legal fue realizada por la Dirección del Registro Electoral el 5 de julio, casi dos meses después. El 8 de agosto fue disuelta también la Federación Nacional-Democracia Radical, luego que la DR abandonara su coalición con el Partido Nacional y se integrara a la FOD, y a inicios de septiembre la DR acordó formar junto con el PIR (que en julio había acordado cambiar su nombre a «Partido de la Social Democracia Chilena», PSD) el «Partido Federado Socialdemócrata», que buscaba la posterior fusión de ambas colectividades; dicha federación estaba encabezada por Raúl Molina (DR, presidente), René Abeliuk (PSD, primer vicepresidente), Florencio Galleguillos (DR, segundo vicepresidente), Amador Navarro (PSD, tercer vicepresidente), Arturo Venegas (PSD, secretario general) y Luis Ángel Santibáñez (DR, tesorero). Por su parte, la FOD se mantuvo como tal después de asumido el nuevo Parlamento en mayo, siendo disuelta de facto luego del Golpe de Estado del 11 de septiembre de 1973.

## Resultados electorales

### Elecciones parlamentarias de 1973
| Federación                                             | Partido                      | Votos     | Porcentaje | Diputados (150 en total) |
| ------------------------------------------------------ | ---------------------------- | --------- | ---------- | ------------------------ |
| FOD                                                    | Partido Demócrata Cristiano  | 1 055 120 | 29,07%     | 50                       |
| FOD                                                    | Partido Izquierda Radical    | 60 166    | 1,66%      | 1                        |
| FOD                                                    | Partido Democrático Nacional | 13 349    | 0,37%      | 0                        |
| FNDR                                                   | Partido Nacional             | 780 480   | 21,51%     | 34                       |
| FNDR                                                   | Democracia Radical           | 70 582    | 1,94%      | 2                        |
| Votos de lista CODE                                    | Votos de lista CODE          | 33 895    | 0,93%      |                          |
| Total CODE                                             | Total CODE                   | 2 013 592 | 55,49%     | 87                       |
| Fuentes: Cruz-Coke y Dirección del Registro Electoral. |                              |           |            |                          |